# Johannes Strelitz
Johannes E. Strelitz (* 20. November 1912 in Berlin; † 7. März 1991 in Wiesbaden) war ein deutscher Jurist und Politiker (SPD).

## Leben
Johannes Strelitz studierte nach dem Abitur Rechts- und Staatswissenschaften in Berlin, wurde 1936 mit der Arbeit Die Schlüsselgewalt im internationalen Privatrecht in Göttingen zum Dr. jur. promoviert und arbeitete seit 1938 als Dolmetscher in Berlin. Am 1. November 1932 trat Strelitz in die NSDAP ein; im Juli 1933 trat er wieder aus. Von 1942 bis 1945 nahm er als Soldat am Zweiten Weltkrieg teil. 
Strelitz wurde nach Kriegsende Mitglied der SPD. Von 1956 bis 1967 Stadtverordneter der Landeshauptstadt Wiesbaden sowie von 1958 bis 1974 Mitglied des Hessischen Landtages und dort von 1964 bis 1967 Vorsitzender der SPD-Fraktion. Strelitz amtierte von 1967 bis 1969 als hessischer Staatsminister für Justiz und Bundesangelegenheiten in der von Ministerpräsident Georg August Zinn geführten Landesregierung. Von 1969 bis 1970 war er hessischer Staatsminister des Innern im Kabinett des Ministerpräsidenten Albert Osswald sowie Stellvertreter des Ministerpräsidenten. Er schied aus Altersgründen 1970 aus der Regierung aus. 
Von 1975 bis 1984 war Strelitz nicht richterliches Mitglied am Staatsgerichtshof des Landes Hessen.
Johannes Strelitz ist am 1. Dezember 1950 in München in die Freimaurerloge In Treue fest aufgenommen worden. In Wiesbaden schloss er sich später der Loge Nassau-Oranien zu den beständigen Quellen an; später war er Mitglied der Loge Wilhelm zur Unsterblichkeit in Frankfurt am Main.

## Ehrungen
- 1973: Großes Verdienstkreuz der Bundesrepublik Deutschland[2]
- 1977: Wilhelm-Leuschner-Medaille
- 1979: Großes Verdienstkreuz mit Stern der Bundesrepublik Deutschland